# Switch (immiのアルバム)
『Switch』（スイッチ）は、immiの1枚目のオリジナル・アルバム。2008年9月10日にGrand Traxより発売された。

## 概要
オリジナル・アルバムとしては、前作『STEP INTO MY HEART』から約5年8か月ふりのリリースとなり、immi名義で初のフル・アルバム。また、immi名義初のCDリリースでもある。
「コズミックピンク」「クラクション」といった配信限定シングルの別バージョンや、ザ・キュアーのカバー「Lovesong」などを含む全13曲が収録されている。
アルバムのリード曲「Go with the flow」ではThe SAMOS、スケボーキングのメンバー・Shigeoがフィーチャーされており、彼は「1 Upper」の制作にも参加している。
CD発売に先駆け2008年8月6日より各配信サイトにて先行リリースされ、iTunes Storeの「トップアルバムダンスチャート」では1位を獲得した。
ジャケットは、フランス出身のグラフィックアーティスト・Lunkieが担当している。
本作の発売を記念して、2008年9月12日に渋谷のclub asiaにてイベント『MASSIVE ～IMMI Debut Album "Switch" Release Live!!～』を開催された。

## 批評
CDジャーナルは、「デジタル・ロック・ミーツ・ガール・ポップ。これが彼女のデビュー・アルバム。N.A.i.DとJETBIKINIによる、まばゆいハウス～テクノ・サウンドの骨太な音圧と彼女の声のコントラストが良い塩梅。作曲はすべて彼女自身。80年代風のキッチュな味付けもうまい。」と批評した。

## チャート成績
初週571枚を売り上げ、2008年9月22日付オリコン週間シングルランキングで初登場273位を獲得した。チャート登場回数は1回。

## 収録曲
| 全作詞: immi（12曲目を除く）。 |                                    |                      | |           |      |
| #                              | タイトル                           | 作詞                 | 作曲 | 編曲      | 時間 |
| 1.                             | 「Go with the flow」(feat. Shigeo) | immi（12曲目を除く） | immi、JETBIKINI | JETBIKINI | 4:34 |
| 2.                             | 「Ups & Downs」                    | immi（12曲目を除く） | immi、二杉昌夫 |           | 3:57 |
| 3.                             | 「Power Station」                  | immi（12曲目を除く） | immi |           | 4:39 |
| 4.                             | 「Hazy」                           | immi（12曲目を除く） | immi |           | 4:04 |
| 5.                             | 「1 Upper」                        | immi（12曲目を除く） | immi |           | 4:59 |
| 6.                             | 「Milk & Honey」                   | immi（12曲目を除く） | immi | N.A.i.D   | 4:03 |
| 7.                             | 「Klaxon」(Album ver.)             | immi（12曲目を除く） | immi | N.A.i.D   | 4:29 |
| 8.                             | 「Cosmic Pink」(Album ver.)        | immi（12曲目を除く） | immi | N.A.i.D   | 4:48 |
| 9.                             | 「Girlfriend ?」(feat. kNY (MGK))  | immi（12曲目を除く） | immi | N.A.i.D   | 4:19 |
| 10.                            | 「Local Train」                    | immi（12曲目を除く） | immi | JETBIKINI | 3:57 |
| 11.                            | 「Anju」                           | immi（12曲目を除く） | immi |           | 5:25 |
| 12.                            | 「Lovesong」                       | immi（12曲目を除く） | ロバート・スミス、サイモン・ギャラップ、ポール・トンプソン、ロジャー・オドネル、ボリス・ウィリアムズ、ロル・トルハースト | N.A.i.D   | 5:02 |
| 13.                            | 「クラクション」                   | immi（12曲目を除く） | immi | N.A.i.D   | 5:02 |
| 合計時間:                      | 合計時間:                          | 合計時間:            | 合計時間: | 59:18     |      |